# Tomgang
 For alternative betydninger, se Tomgang (flertydig). (Se også artikler, som begynder med Tomgang)
Tomgang betegner det lave omdrejningstal hvor en forbrændingsmotor er i gang men ikke benyttes. Tomgangsomdrejningstallet varierer fra motor til motor, en lastbilsmotor kan for eksempel have en tomgang på 600 omdrejninger i minuttet, mens en Formel 1-motor kan have cirka 1200. En totaktsdiesel af typen GM EMD kan have en tomgang på cirka 300 omdrejninger i minuttet. Store totaktsdieseler i store køretøjer har en tomgang på 50 omdrejninger i minuttet.
Tomgangen skal hverken ligge over eller under det som fabrikanten anbefaler, da et for lavt omdrejningstal i tomgang gør at motoren gasser op og ned hvilket med tiden nedslider den, og desuden bliver drejningsmomentet meget lavt hvilket øger risikoen for motorstop når man skal begynde at køre. For høj tomgang slider også på motoren, men mest bidrager det til et øget udslip.
| Motor | Spire Denne artikel om motorer og motordele er en spire som bør udbygges. Du er velkommen til at hjælpe Wikipedia ved at udvide den. |